# جابی واریک
جابی واریک (به انگلیسی: Joby Warrick) خبرنگار و نویسنده امریکایی است.
واریک از سال ۱۹۹۶ برای واشینگتن پست کار می کند. واریک عمدتاً در مورد موضوعاتی از قبیل خاورمیانه، امنیت ملی و دیپلماسی قلم می زند. او دوبار برنده جایزه پولیتزر شده است. یک بار در سال ۱۹۹۶ برای مجموعه مقالاتی که به همراه ملانی سیل و پت استیث درباره «تاثیرات مخرب سیستم‌های دفع زباله در صنایع روبه رشد کارولینای شمالی بر سلامت انسان و محیط زیست» نوشت و در واشینگتن پست به چاپ رساند و یک بار در سال ۲۰۱۶ برای کتاب پرچم‌های سیاه:ظهور داعش. 
گزارش فوریه ۲۰۱۳ واریک در خصوص تلاش ایران برای تولید آهنرباهای گرد سرامیکی و ادعای گزارش واریک در مورد کاربرد این آهنرباها برای استفاده در غنی سازی سوخت هسته ای، مورد انتقاد دانشمندان قرار گرفته است.

## کتاب ها
- مامور سه‌جانبه
- پرچم‌های سیاه[۵]

## زندگی شخصی
واریک در واشینگتن دی سی زندگی می کند. او صاحب دو فرزند است و به همراه همسرش ماریان جردن واریک زندگی می کند.

## جوایز
- برنده جایزه پولیتزر در سال ۲۰۱۶ برای کتاب پرچم‌های سیاه